# Rivière à la Truite (vattendrag i Kanada, lat 45,90, long -70,63)
Rivière à la Truite är ett vattendrag i Kanada.   Det ligger i provinsen Québec, i den sydöstra delen av landet, 400 km öster om huvudstaden Ottawa.
I omgivningarna runt Rivière à la Truite växer i huvudsak blandskog. Runt Rivière à la Truite är det mycket glesbefolkat, med 3 invånare per kvadratkilometer.